# Friburg de Brisgòvia
Friburg de Brisgòvia (Freiburg im Breisgau en alemany estàndard; Friburg im Brisgau en alamànic) és una ciutat al sud-oest de Baden-Württemberg (Alemanya).
La ciutat es troba just als peus de la Selva Negra i és travessada pel riu Dreisam. Des del 1945 fins a l'establiment de l'Estat de Baden-Württemberg el 25 d'abril de 1952, Friburg fou la capital de l'Estat de Baden.
Amb uns 218.000 habitants, darrere de Stuttgart, Karlsruhe i Mannheim, Friburg és la quarta ciutat més gran de Baden-Württemberg. Conjuntament amb els termes de Breisgau-Hochschwarzwald i Emmendingen, constitueix una regió d'uns 630.000 habitants. També forma part de la Regió Metropolitana de l'Oberrhein, d'uns 6 milions d'habitants i que integra també les poblacions properes de França i Suïssa.
La ciutat vella, amb la seva catedral i canals emblemàtics, rep més de tres milions de visitants cada any. Amb la Universitat Albert-Ludwig., fundada el 1457, Friburg és una de les ciutats universitàries clàssiques alemanyes.

## Geografia

### Situació geogràfica
Friburg es troba al sud-oest de Baden-Württemberg, a uns 15 km a l'est de França i a uns 60 al nord de Suïssa. Es troba a la vora sud-est de la Plana de l'Alt Rin, i als peus occidentals de la Selva Negra. La ciutat és travessada pel riu Dreisam. De nord a sud, el terme municipal fa uns 18.6 km, i d'est a oest uns 20.

### Geologia
Friburg seu sobre la frontera entre la Selva Negra i la Plana de l'Oberrhein. La falla corre al llarg de la ciutat. Els barris més a l'est de la ciutat són dins la vall del Dreisam, entre les muntanyes del Roßkpf al nord i del Brombergkopf al sud. Els barris sud de Kappel i Günterstal es troben ja dins de la Selva Negra. El Schlossberg, un dels turons de la pre-Selva Negra, s'endinsa dins la ciutat com un nas. Una mica més al sud però encara dins el terme municipal de Friburg, el Schauninsland, amb 1284 m d'altitud, és un dels pics més alts de la Selva Negra. D'aquesta manera, amb més de 1000 m de diferència, Friburg és una de les ciutats alemanyes amb més desnivell dins del seu terme. Els barris més a l'oest jeuen sobre un antic ventall al·luvial, format durant l'última era glacial. Més al sud es troba el Schönberg, una resta dels turons antics, parcialment esllavissat a causa la de la plana de l'Oberrhein.

### Clima
Friburg es troba en una zona amb clima temperat càlid i humit. Tot i així hi ha grans diferències: a la plana és més càlid i sec, i a les zones muntanyoses més aviat fresc i humit. Amb una temperatura anual mitjana d'11,4 °C, la ciutat és una de les més càlides d'Alemanya. Per exemple, durant l'onada de calor a l'estiu del 2003, el 13 d'Agost es van mesurar 40.2 °C, la temperatura més alta enregistrada mai a Alemanya. Als mesos més freds, Gener i Febrer, la temperatura oscil·la entre mínimes típiques d'1 °C i màximes de 6 °C, mentre que durant els mesos més càlids, Juliol i Agost, entre 16 °C i 26 °C. La pluja anual mitjana és d'uns 900 mm. Els mesos més plujosos són de Maig a Octubre, i els més secs de Gener a Març.
Una característica especial de temps a l'estiu és el vent “Höllentäler”. Aquest vent provinent de la Selva Negra, bufa amb remarcable regularitat a la ciutat després de la posta del sol.

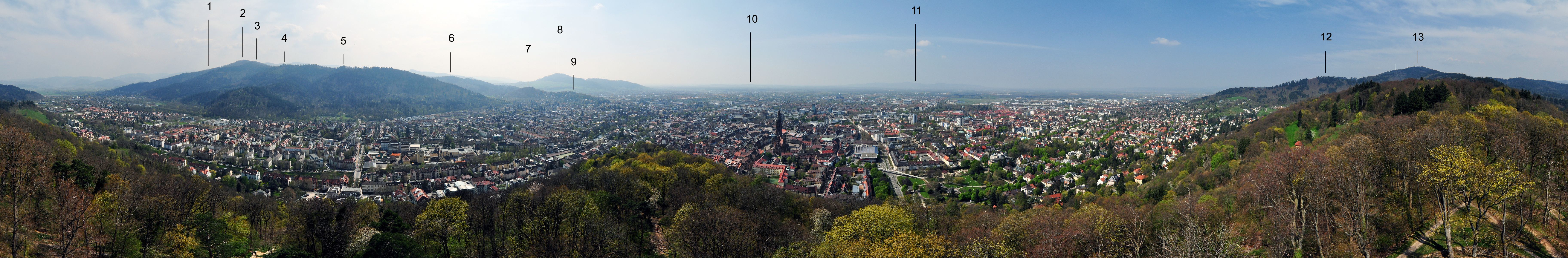
Panorama de 360° de Friburg, vista des del cim de l'Schlossberg. Les marques són: el Feldberg (1), l' Schwarzkopf (2), el Rehagkopf (3), el Bleichendobelkopf (4), el Brombergkopf (5), l'Illenberg (6), el Kreuzkopf (7),la Schönberg (8), la Lorettoberg (9), la Tuniberg (10), la Kaiserstuhl (11), l'Uhlberg (12) i el Roßkopf (13).

## Història

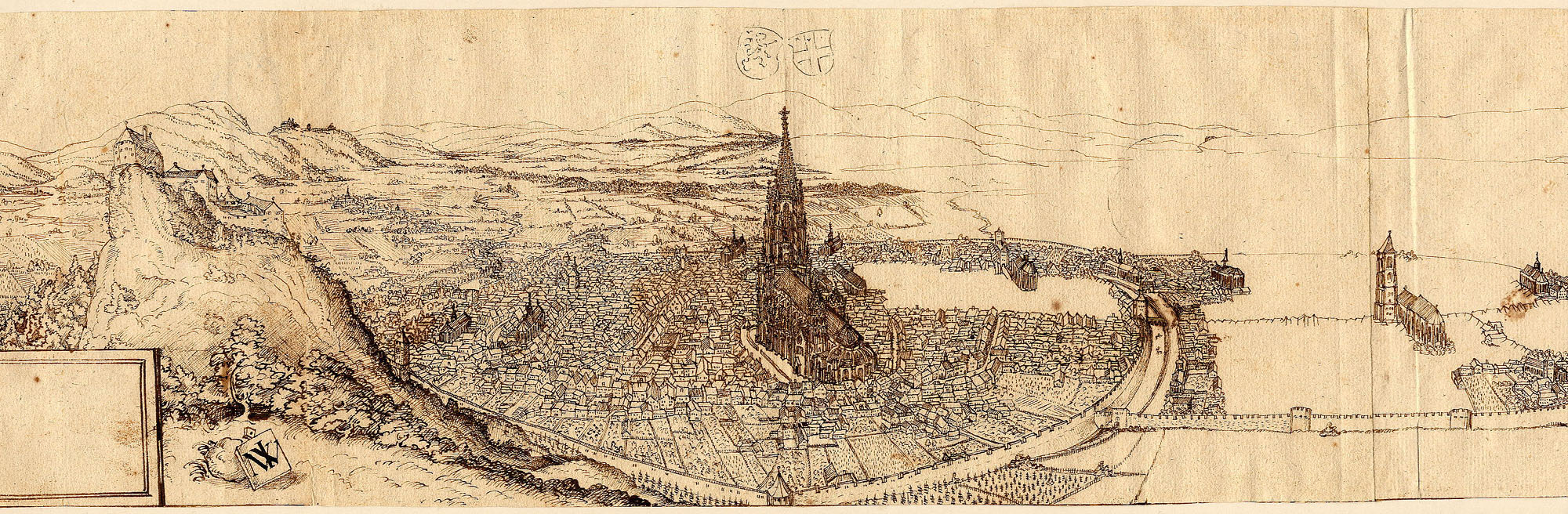
Friburg l'any 1580.

Friburg fou fundada el 1120 pel duc Conrad de Zähringen, i dotada de privilegis municipals segons el model foral de Colònia. El Castell de Schlossberg es va construir el 1090 per ser la residència dels ducs de Zähringen. La ciutat va gaudir d'amplis privilegis com a mercat convertint-se en un dels centres comercials de la Selva Negra. La seva vida comercial girava al voltant de l'exportació d'argent, llana i fusta.

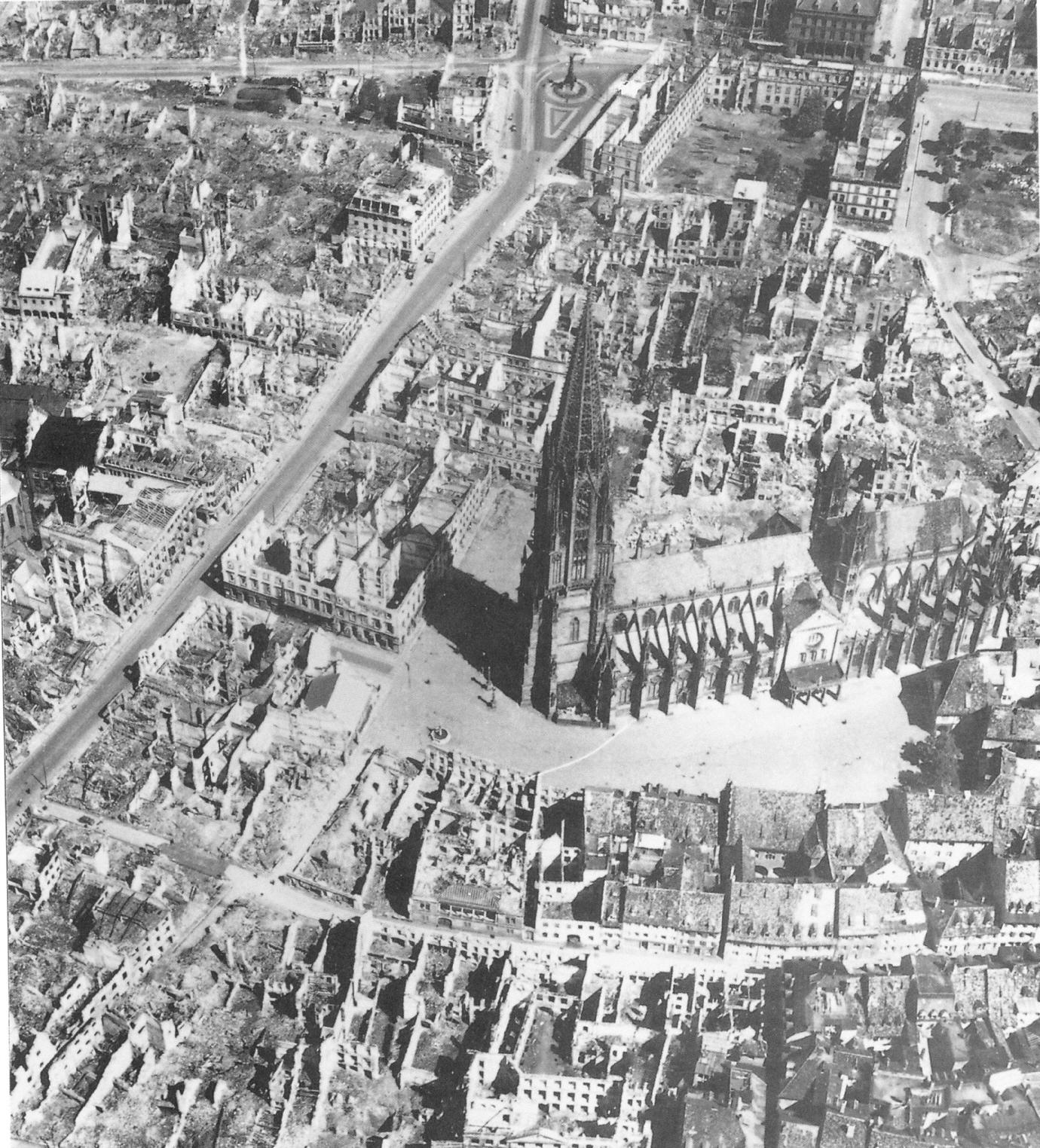
Centre de Friburg arrasat pel bombardeig aliat del Novembre de 1944. La catedral va sobreviure miraculosament.

El 1200 el duc Bertold V de Zähringen va construir la catedral, d'estil gòtic. Després de la seva mort la ciutat va passar al seu nebot Egino d'Urach que el 1218 es va convertir en duc de Friburg. El 1368 els ciutadans de Friburg van comprar la seva independència per 15.000 marcs d'argent. Immediatament després es van col·locar sota la sobirania dels Habsburg austríacs. Al segle xv la seu de la Dieta Imperial va estar a Friburg de Brisgòvia, que d'aquesta manera es va convertir en la capital d'Àustria Anterior. El 1457, el duc Albert VI d'Àustria va fundar la Universitat.
La població fou salvatgement delmada durant la Guerra dels Trenta Anys, al segle xvii, que a més va deixar la ciutat en runes. Posteriorment van esclatar les guerres entre Àustria i França, que es van intensificar durant la Guerra de Successió pel tron d'Espanya. Fins al 1745 la ciutat va romandre ocupada per França, fins que fou finalment tornada a Àustria.
Durant les Guerres de la Convenció, fou altre cop assetjada per França. El 1803 fou cedida al duc de Mòdena, qui la va restituir als Habsburg. El 1806 Napoleó Bonaparte la va integrar a la Confederació del Rin, a la qual va pertànyer fins al 1918. El 1817 es va establir una diòcesi eclesiàstica a Friburg, que es va convertir poc després en seu arquebisbal de la Renània Superior. En aquesta època, els polítics liberals Carl von Rotteck i Carl Theodor Welcker van ensenyar a la seva Universitat.
Durant la segona meitat del segle xix la ciutat va créixer ràpidament. El 1899 es va matricular a la seva Universitat la primera dona alemanya que va accedir a estudis superiors.
Durant la Primera Guerra Mundial la ciutat va ser bombardejada per avions francesos el 14 de desembre de 1914. Un altre atac a l'abril de 1915 va causar la mort d'un adult i set nens. Això causà una fugida en massa de la ciutat.
El retorn de l'Alsàcia a França al fi de la guerra va comportar un daltabaix econòmic per a Friburg.

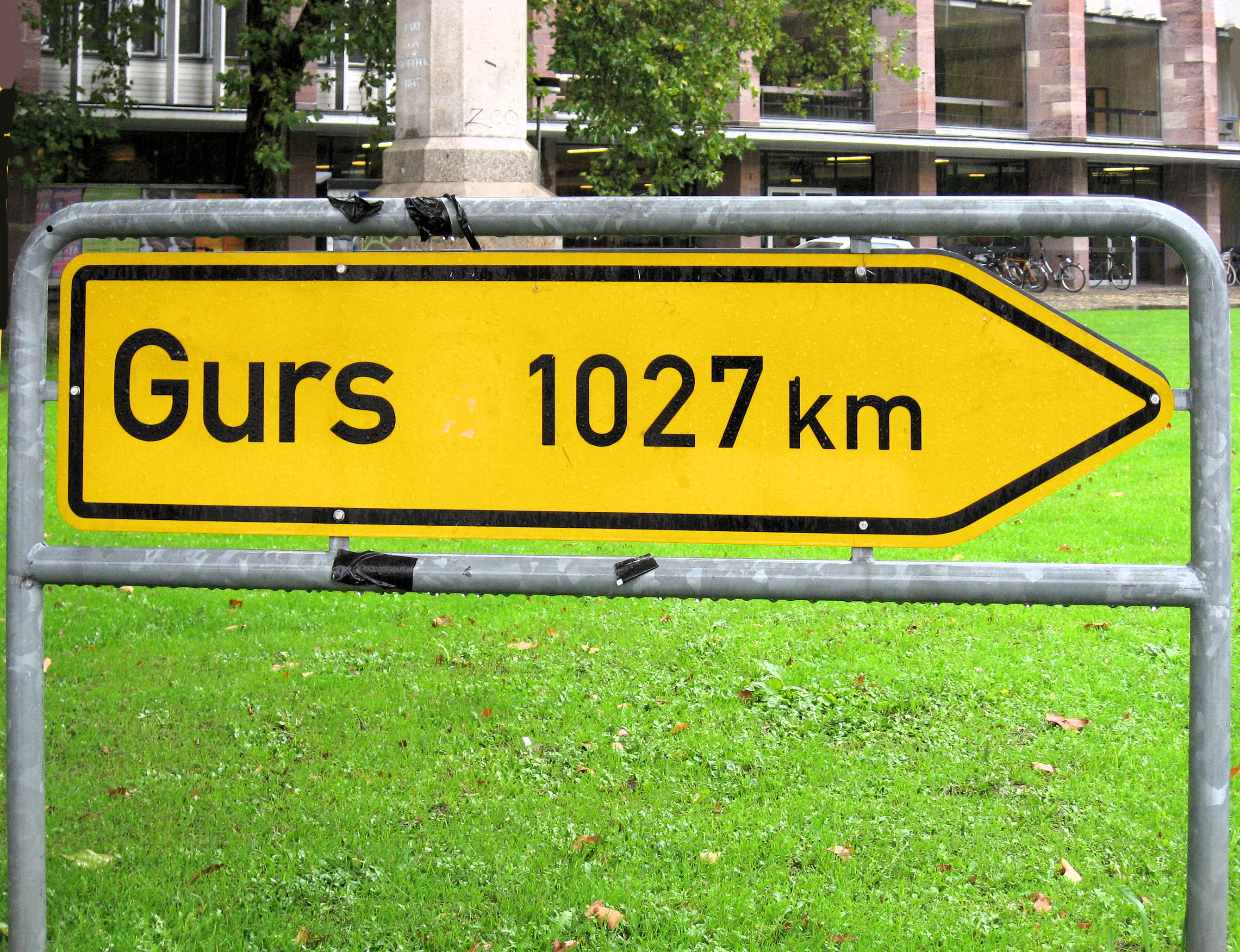
Recordatori de la deportació de jueus de Friburg al camp de Gurs.

Dos cancellers dels primers anys de la República de Weimar provenen de Friburg: Constantin Fehrenbach i Joseph Wirth.
Com a la resta d'Alemanya el partit nazi va arribar al poder a Friburg el 1933. Sota el rectorat de Martin Heidegger, la Universitat va adoptar les polítiques nazis. Al novembre del 1938, durant la nit dels vidres trencats, la sinagoga jueva va ser cremada. El 1940, en marc de l'anomenat pla Wagner-Bürckel, els jueus que encara restaven a Friburg van ser transportats al camp de concentració de Gurs, al sud de França. El 10 de maig de 1940, un bombardeig per error de la mateixa aviació alemanya va causar la mort de 57 persones.
Durant la Segona Guerra Mundial, el 27 de novembre de 1944 un atac aeri aliat va destruir gran part de la ciutat i va matar uns 2800 habitants. Posteriorment, l'abril de 1945, la ciutat fou ocupada pels francesos. El mes d'octubre, el general De Gaulle hi va organitzar una desfilada de la victòria. L'any següent, es va crear el Land de Baden, del qual es va convertir en capital. Després de la unió amb Würtemberg per crear Baden-Württemberg el 1952, és la seu de la presidència de l'Estat.
Al final dels anys 60, les protestes d'estudiants van tenir força a la ciutat. La incrementada consciència política va conduir molts ciutadans a Friburg a resistir, finalment amb èxit, la construcció d'una central nuclear. Una de les conseqüències d'aquests fets fou el desenvolupament d'un fort moviment ecologista. Friburg va esdevenir un feu del recentment fundat Partit dels Verds, i és per això que Freiburg és coneguda com la capital ecologista d'Alemanya.
El 1996 la població de Friburg es trobava al voltant dels 200.000 habitants. D'aquests, uns 30.000 eren estudiants universitaris.

## Política
L'ecologisme té un paper important a Friburg i això també es manifesta en la seva política. L'any 2002, Friburg va ser la primera gran ciutat alemanya (de més de 100.000 habitants) en què els Bündnis 90/Die Grünen, amb Dieter Salomon al capdavant, van assolir l'Alcaldia. Des d'aleshores, Friburg és un feu del Partit dels Verds.

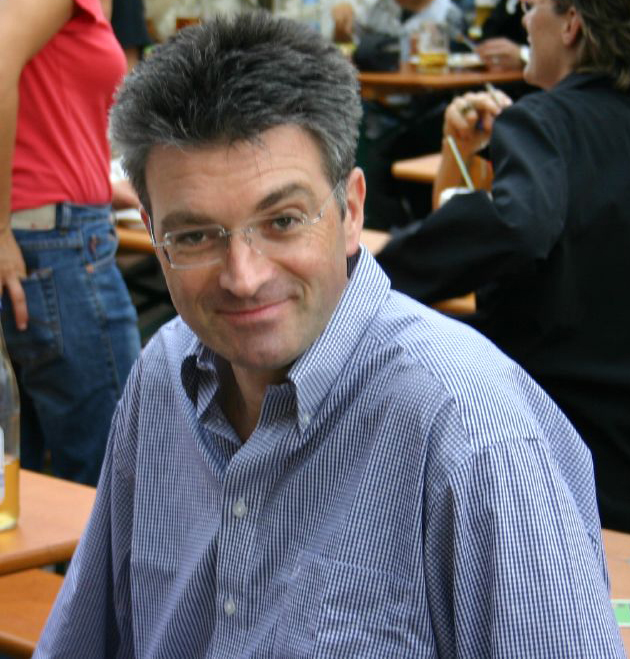
L'alcalde de Friburg, Dieter Salomon.

Les eleccions municipals del Juny del 2009 van produir els següents resultats:
| Partit                         | % Vots | Escons |
| ------------------------------ | ------ | ------ |
| Bündnis 90/Die Grünen          | 23,9   | 12     |
| CDU                            | 20,7   | 10     |
| SPD                            | 17,9   | 9      |
| FDP                            | 8,1    | 4      |
| Linke Liste/Solidarische Stadt | 7,8    | 4      |
| FWV                            | 6,0    | 3      |
| Kulturliste                    | 4,3    | 2      |
| Grüne Alternative Freiburg *   | 3,9    | 2      |
| Junges Freiburg                | 3,2    | 1      |
| Unabhängige Frauen             | 2,5    | 1      |
| FFR                            | 1,8    | 0      |

## Economia
Friburg és un centre econòmic regional. La seva economia està dominada pel sector dels serveis així com pel sector públic. L'organització que ocupa més treballadors és la Universitat de Friburg (incloent-hi la Clínica Universitària). Atretes per la Universitat, diverses empreses del sector de l'energia solar, tecnologies de la informació, enginyeria mèdica i biotecnologia, s'han establert a Freiburg.

### Fires
Nombroses fires especialitzades i generalistes, en especial al sector de l'energia solar, fan de Friburg un centre firal regional important.

### Turisme

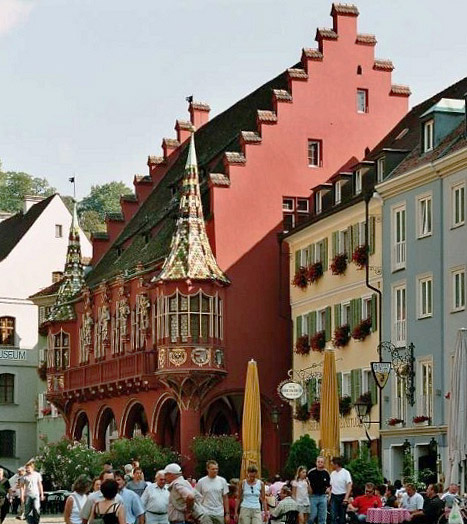
Turistes davant del Historiches Kaufhaus, al Münsterplatz.

El turisme juga en l'economia de Friburg un paper fonamental. La ciutat serveix d'entrada a la Selva Negra i és una de les destinacions preferides al sud-oest d'Alemanya. Forma part de la Badische Weinstraße (Ruta del vi de Baden) i de la Grünen Straße-Route Verte, una ruta turística del vi que va des dels Vosges (a l'Alsàcia) fins a la Selva Negra.
L'any 2007 hi va haver per primer cop més d'un milió d'estades d'hotel en un any, xifra que es va assolir de nou l'any 2013.

### Silvicultura
Un 43% de l'àrea del terme municipal de Friburg és cobert de boscos de tipologia diferent. Aproximadament un terç d'aquests boscos pertanyen a la ciutat, cosa que la converteix en una de les propietàries comunals de boscos més grans d'Alemanya. Els tipus més importants d'arbre pel que fa a la seva explotació econòmica, són el boix, el roure, picea, l'avet i l'avet Douglas. Més enllà de l'ús productiu, els boscos també tenen un paper important en l'oferta de descans i esplai.

### Viticultura

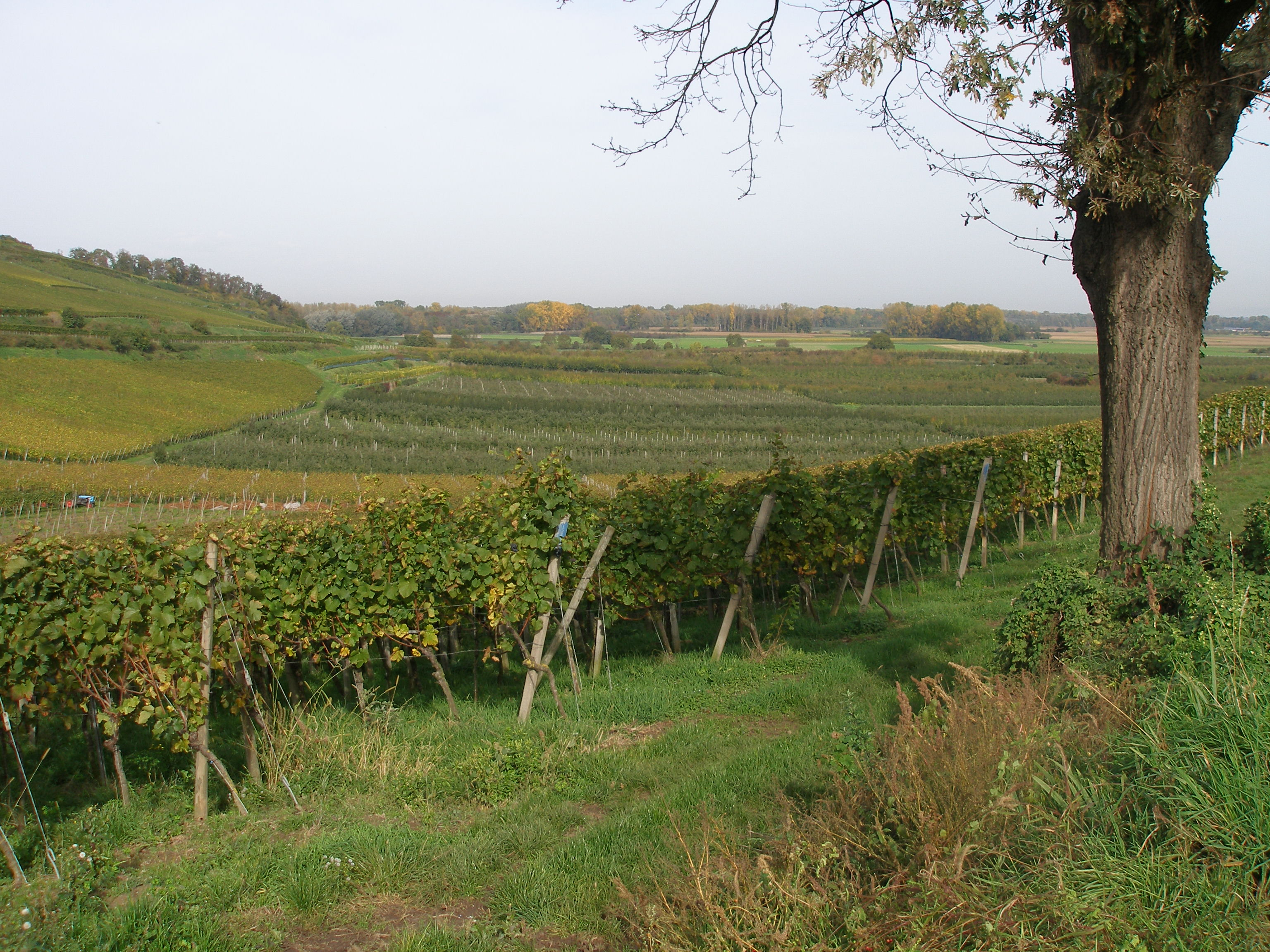
Vinyes a la regió de Kaiserstuhl.

La viticultura també juga un rol important en l'economia de la ciutat. Friburg és limítrof amb tres regions vinícoles de Baden: la Markgläfer, Tuniberg i Kaisertuhl, cadascuna amb tipus de raïm diferent. Amb unes 650 hectàrees de vinya, Friburg és la ciutat amb més extensió de vinya de tot Alemanya, i una de les ciutats més productores de vi (això sobretot degut a l'establiment de nombrosos cellers a l'oest de la ciutat a partir dels anys 70). Però fins i tot a partir de petites parcel·les dins la mateixa ciutat, es produeix vi a Friburg. La significació de la viticultura a Friburg es veu remarcada per la presència a la ciutat del Staatliche Weinbauinstitut i del Badisches Weinabumverbandes. Des del 1985, també la Universitat produeix el seu propi vi, després que se’n perdés la tradició el 1806, època fins a la qual el salari dels professors depenia dels ingressos del celler de la Universitat.

### Energia
Friburg és, a causa del seu clima assolellat i càlid, coneguda per la recerca i la producció d'energia solar. Al barri de Vauban s'hi troba el Solarsiedlung am Schlierberg, que conté 59 habitatges amb excés energètic, és a dir, que al llarg d'un any produeixen més energia de fonts renovables que no pas consumeixen. La importància de l'energia solar per a la ciutat i la regió es mostra també en la fira Intersolar, que des del 2007 té lloc a Múnic, però que és organitzada des de Friburg.

## Capital de l'ecologia

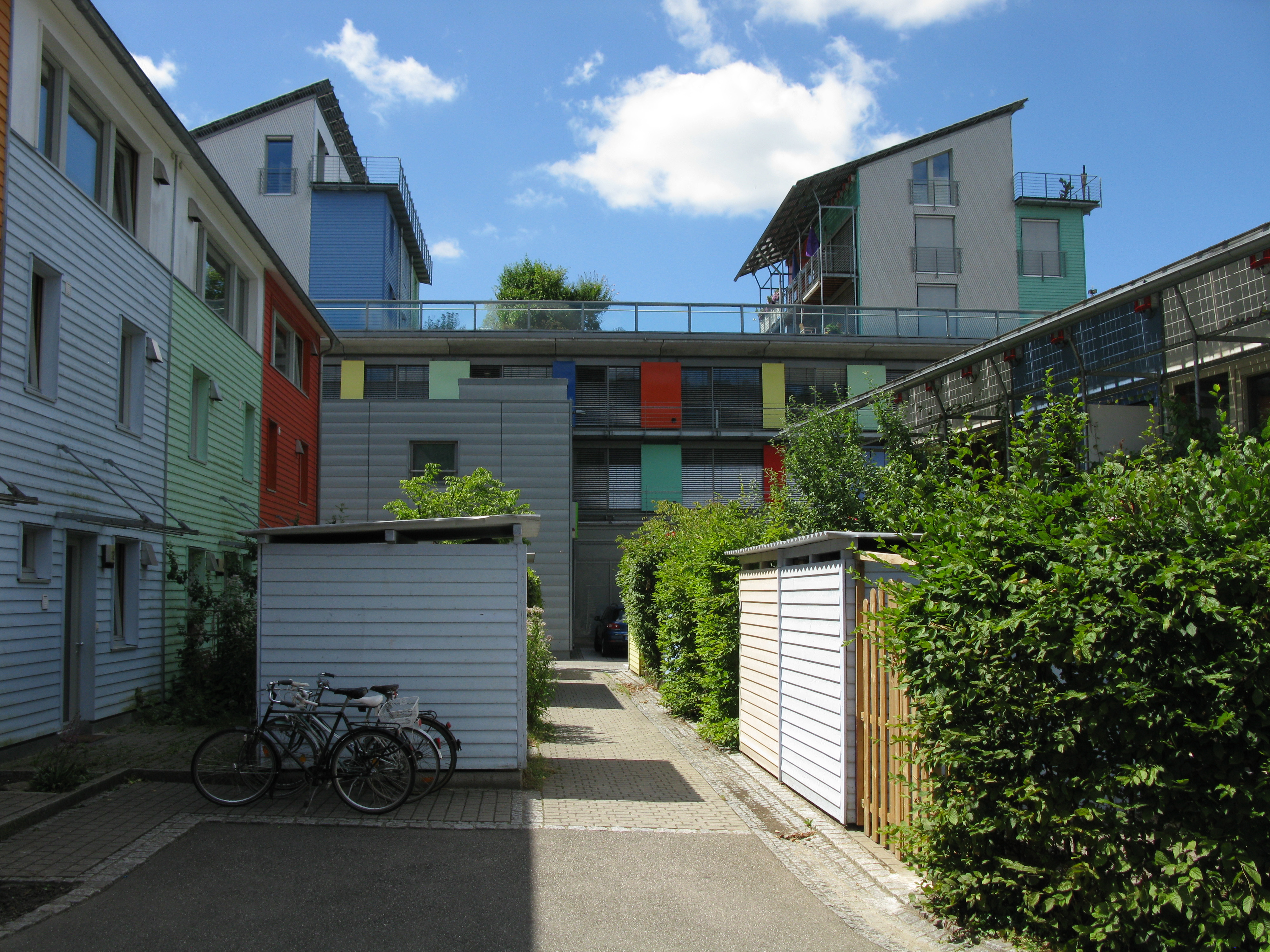
Habitatges al barri de Vauban.

Propera a la Selva Negra, Suïssa i França, és la ciutat alemanya amb més hores de sol. Això sumat a una constant política ecològica dels governs federal i regional fan que Friburg tingui el nombre més gran d'instal·lacions ambientals a la Unió Europea (UE).
L'Institut per a l'ecologia té aquí la seva seu, el Consell Internacional per a iniciatives medioambientals té aquí el seu secretariat europeu i a més Friburg compta amb l'Institut Frauenhof per a sistemes d'energia solar i és seu de ISES (International Solar Energy Society). La ciutat integra un circuit per a ciclistes d'uns 400 km. de longitud cosa que demostra el predomini d'aquest mitjà de transport.
A més cada any al mes de juny se celebra Intersolar, la fira més gran de l'energia solar. Cosa que la col·loca al capdavant en el camp de l'energia solar fotovoltaica.
El seu terme municipal té una superfície total de 15.306 hectàrees, de les quals 6.533 són de bosc.

## Educació i Recerca

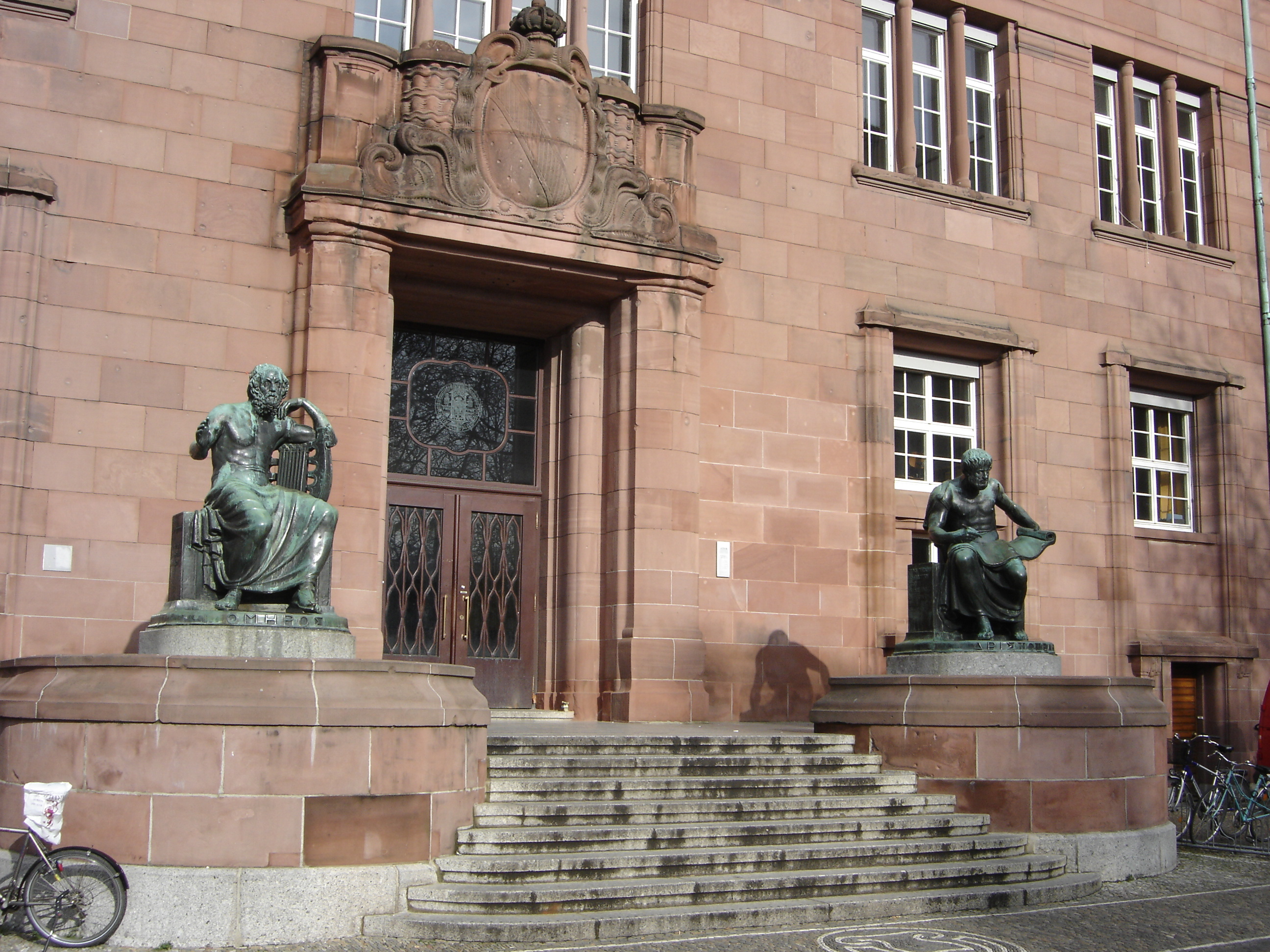
Departament de Filosofia de la Universitat de Friburg.

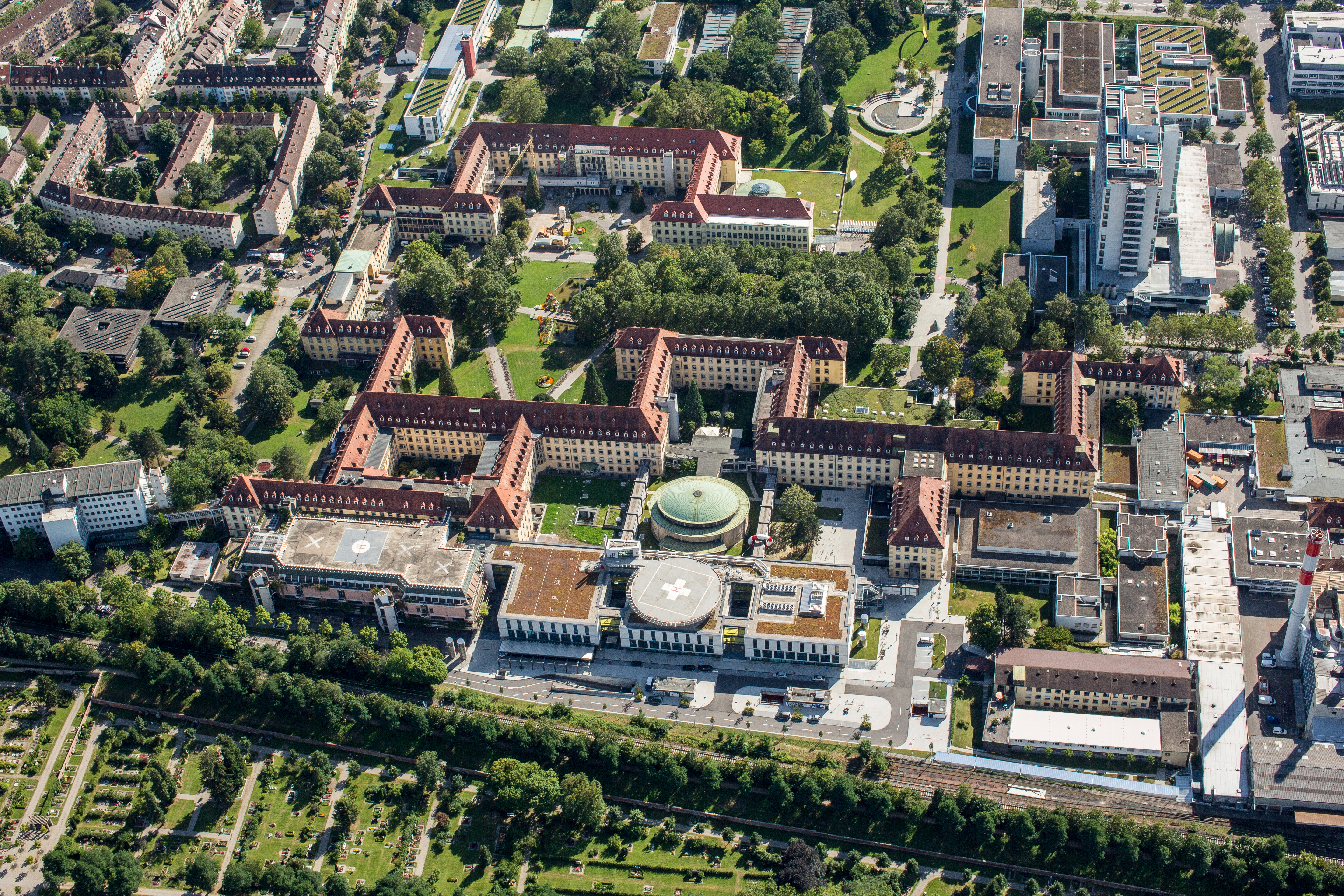
Vista aèria de la Clínica Universitària de Friburg.

Friburg ha estat i és un centre acadèmic on han estudiat, treballat i donat classe nombroses figures intel·lectuals i 19 premis Nobel.

### Universitats
La ciutat és llar d'una de les universitats alemanyes més antigues i reconegudes, la Universitat Albert Ludwig de Friburg, en la qual han treballat figures eminents de la cultura occidental, com són Max Weber, Edmund Husserl i Martin Heidegger.
També important és la Clínica Universitària, que conté el Departament de Medicina de la Universitat. A més, altres centres acadèmics de la ciutat són la Universitat d'Educació de Friburg, la Universitat Protestant de Ciències Aplicades, l'Escola Superior de Música de Friburg, la Universitat Catòlica de Ciències Aplicades i la Universitat Internacional d'Educació Cooperativa.

### Centres de Recerca
Instituts de la Societat Max Planck (MPI):
- MPI d'Immunobiologia i Epigenètica.[6]
- MPI de Dret Penal Internacional.[7]
- Grup de treball de l'Ecologia del Foc del MPI de Química de Mainz.

Instituts de la Societat Fraunhofer: Institut Fraunhofer de Física de Sòlids Aplicada.
- Institut Fraunhofer de Dinàmica de Processos Ràpids - Institut Ernst Mach.[9]
- Institut Fraunhofer de Tècniques Físiques de Mesura.[10]
- Institut Fraunhofer de Sistemes d'Energia Solar.[11]
- Institut Fraunhofer de Mecànica de Polímers.[12]

## Llocs d'interès

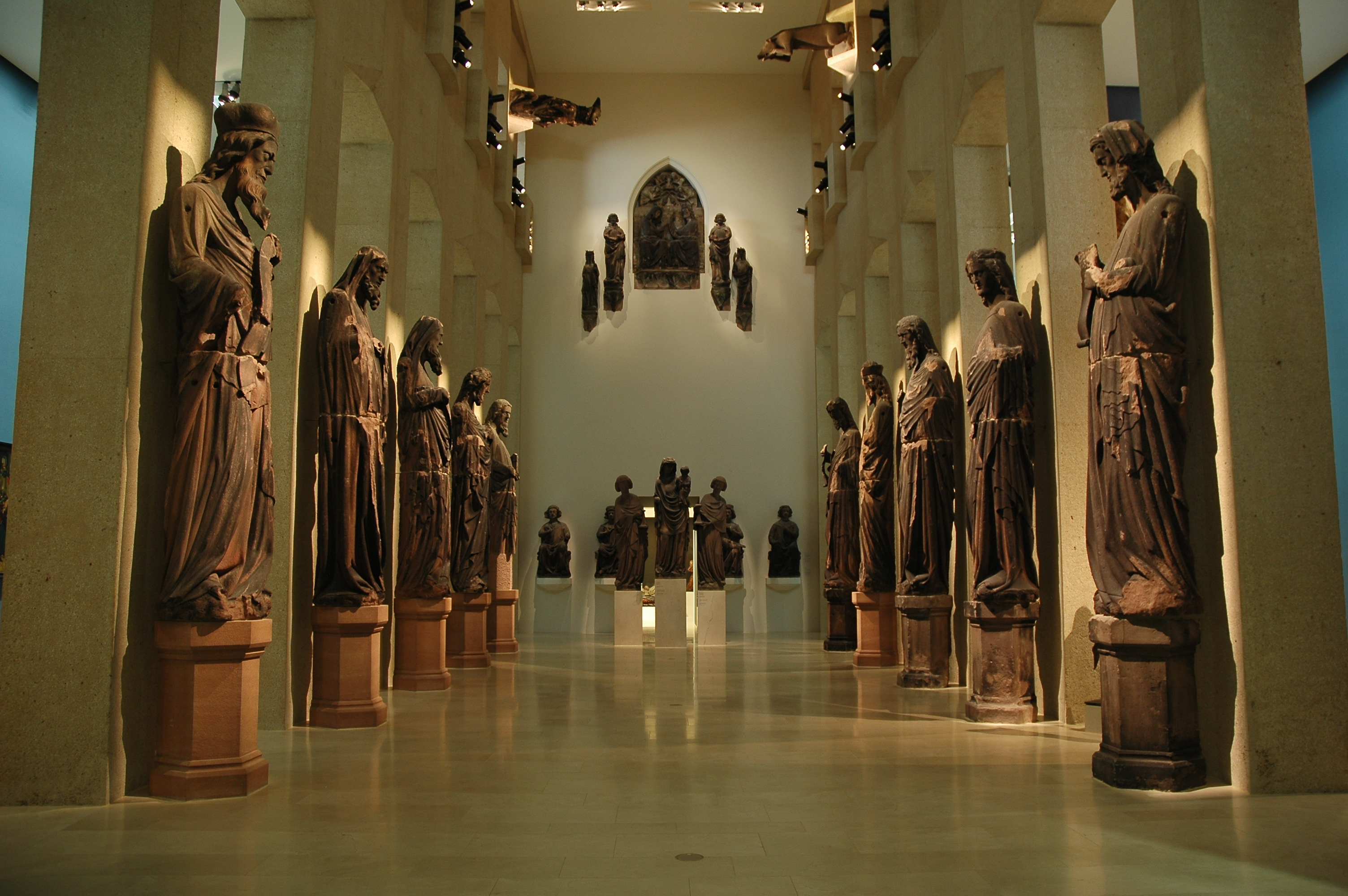
Augustiner Museum

El ben conservat nucli antic i la seva activitat cultural la fan ser molt visitada per turistes. Hi destaquen: 
- Botanische Garten. És part de la Facultat de Biologia de la Universitat. Funciona com a centre de recerca i ensenyança. És obert al públic.
- Catedral de Friburg. Catedral d'estil gòtic, datada del segle xiii.

- Hauptfriedhof. Cementiri construït el 1872, amb una superfície de 27 hectàrees.

- Herz-Jesu-Kirche. Església catòlica al barri de Stühlinger. Construïda entre el 1892 i el 1897. Dissenyada per Max Meckel.

- Parc d'animals Mundenhof.

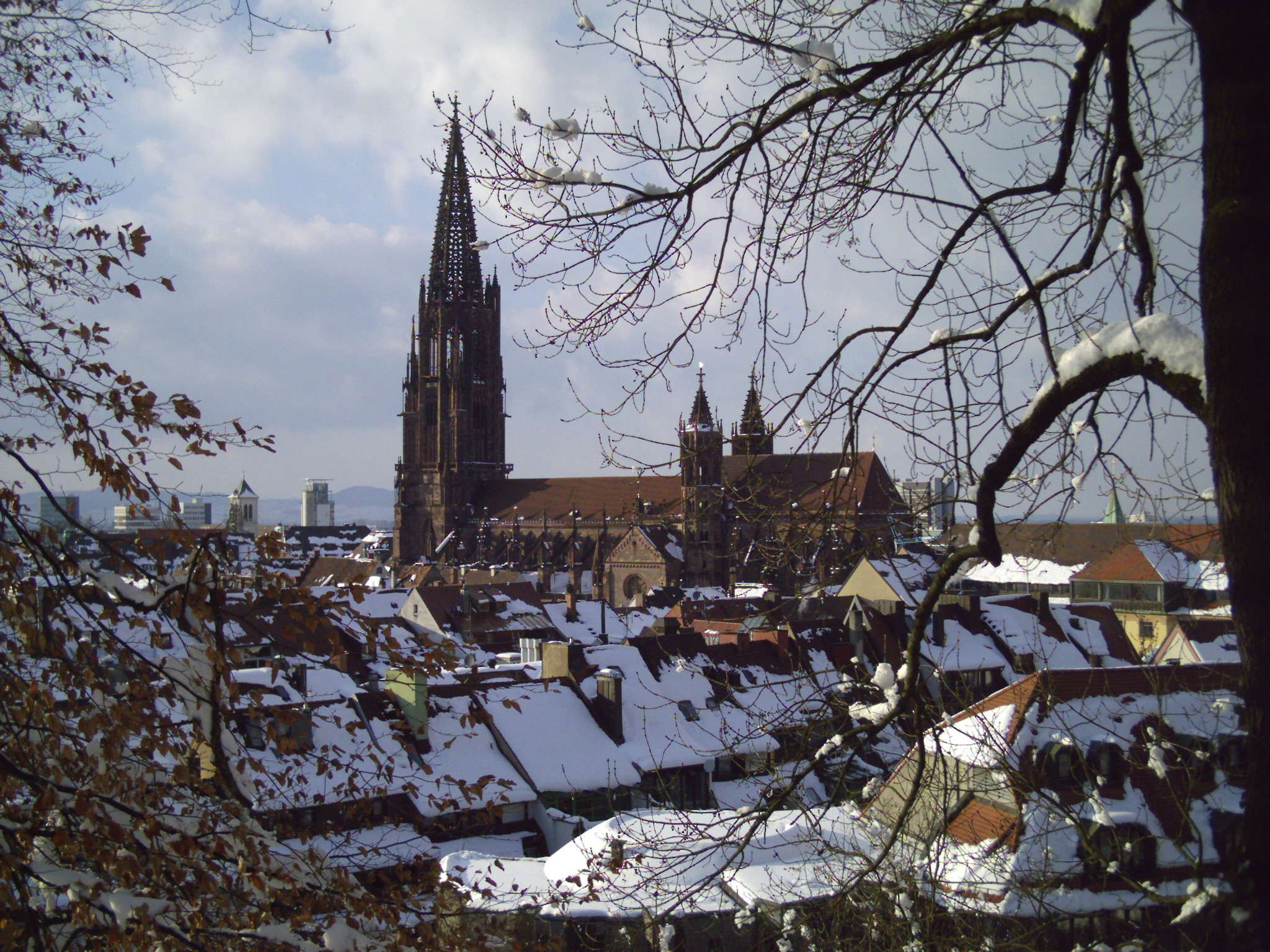
La Catedral de Friburg

- Plaça de la Catedral. Al centre de la ciutat vella. S'hi troba la catedral, la biblioteca i el Historiches Kaufhaus. Als matins de dilluns a divendres hi ha mercat.

- Museu Augustiner. Un dels museus més importants de l'Oberrhein. A més d'exhibicions itinerants, conté una remarcable col·lecció que comprèn des de l'Edat Mitjana fins al segle xix, artefactes, escultura i pintures.[13]

- Schlossberg. Turó a la vora est de la ciutat vella, on es troba la Torre de l'Schlossberg i restes de les fortificacions dissenyades per Sébastien Le Prestre de Vauban.

## Persones relacionades amb Friburg
- Johann Wannenmacher (1500-1551), compositor i mestre de capella
- Edmund Husserl (1859-1938), filòsof, cap de l'escola fenomenològica.
- Max Weber (1864-1920), sociòleg, politicòleg, filòsof, economista i jurista alemany.
- Eugen Fischer (1874-1967), antropòleg i metge, nazi, un dels fundadors principals de la teoria racista i eugenètica del nazisme.
- Otto Heinrich Warburg (1883-1970), bioquímic i metge guardonat amb el Premi Nobel de Medicina o Fisiologia l'any 1931.
- Martin Heidegger (1889-1976), filòsof alemany i simpatitzant del feixisme hitlerià.
- Julius Joseph Maier (1821-1889), músic nascut en aquesta ciutat.
- Susanne Regel (1974), oboista alemanya.
- Georg Gädker (1981), baríton.

## Ciutats agermanades
Friburg està agermanada amb les ciutats següents:
| - Besançon, França; des de 1959. - Innsbruck, Àustria; des de 1963. - Pàdua, Itàlia; des de 1967. - Guildford, Regne Unit; des de 1979. - Madison, Estats Units; des de 1987. | - Matsuyama, Japó; des de 1988. - Lviv, Ucraïna; des de 1989. - Granada, Espanya; des de 1991. - Esfahan, Iran; des del 2000. - Skalica, Eslovàquia |